# Alafia velutina
Alafia velutina är en oleanderväxtart som beskrevs av A.J.M. Leeuwenberg. Alafia velutina ingår i släktet Alafia och familjen oleanderväxter. Inga underarter finns listade i Catalogue of Life.